# Apochthonius maximus
Apochthonius maximus es una especie de arácnido  del orden Pseudoscorpionida de la familia Chthoniidae.

## Distribución geográfica
Se encuentra en  California (Estados Unidos).